# USNS Amelia Earhart (T-AKE-6)
USNS Amelia Earhart (T-AKE-6) – statek transportowy typu Lewis and Clark należący do US Navy. Przeznaczony do dostarczania zapasów (żywności, części zapasowych, amunicji), wody i paliwa na inne okręty. Nazwa statku upamiętnia Amelię Earhart – amerykańską pilotkę i pisarkę.
Okręt zbudowano w National Steel and Shipbuilding Company w San Diego. Kontrakt podpisano 27 stycznia 2004, położenie stępki odbyło się 29 maja 2007, wodowanie 6 kwietnia 2008. Matką chrzestną została Amy Kleppner, siostrzenica Amelii Earhart. Okręt przekazano 30 października 2008.
Okręt ma klimatyzowane ładownie na ładunki suche, mogące pomieścić 39 tysięcy m³ ładunku o wadze 6675 ton. Dla ładunków mrożonych i chłodzonych są przewidziane chłodnie. Okręt może zaopatrywać inne okręty w wodę słodką z dwóch zbiorników o pojemności łącznej 200 m³. W pięciu zbiornikach na paliwo mieści się 3242 tony paliwa.
Do przekazywania zaopatrzenia na inne jednostki na każdej burcie zainstalowane są 3 stacje do transportu ładunków suchych i jedna stacja do przekazywania paliwa oraz wody. Transfer ładunku może też być wykonany za pomocą helikopterów zabierających ładunki z pokładu helikopterowego.
Okręt ma napęd diesel-elektryczny. Zainstalowane 4 silniki spalinowe Man B&W napędzają generatory elektryczne o łącznej mocy 35,7 MW. Dwa elektryczne silniki w tandemie napędzają pojedynczą śrubę o stałym skoku. Dla ułatwienia manewrów na dziobie zainstalowano ster strumieniowy.
Załogę stanowi około 125 osób personelu cywilnego oraz 11-49 marynarzy i oficerów US Navy.